# Westelijke harlekijndikkop
De westelijke harlekijndikkop (Falcunculus  leucogaster)  is een zangvogel uit de familie  Falcunculidae. De vogel werd in 1838 door de Britse vogelkundige John Gould als soort beschreven.

## Kenmerken
De lichaamslengte bedraagt 17 tot 19 cm. De vogel lijkt sterk op de oostelijke harlekijndikkop (F. frontalis) en werd daarom lang als ondersoort beschouwd. Het is een kleine vogel met een opvallend zwart-witpatroon op de kop en verder een gele borst, een witte buik (leucogaster)  en olijfgroene bovendelen.

## Verspreiding en leefgebied
Deze soort is endemisch in zuidwestelijk West-Australië en de leefgebieden liggen in natuurlijk bos en gebied met struikgewas (bossavanne).

## Status
Deze harlekijndikkop heeft een relatief klein verspreidingsgebied. De grootte van de populatie is onbekend. De aantallen gaan achteruit door habitatverlies. Echter, het tempo van achteruitgang ligt onder de 30% in tien jaar (minder dan 3,5% per jaar). Om deze redenen staat deze harlekijndikkop als niet bedreigd op de Rode Lijst van de IUCN.